# Ciclo Atkinson

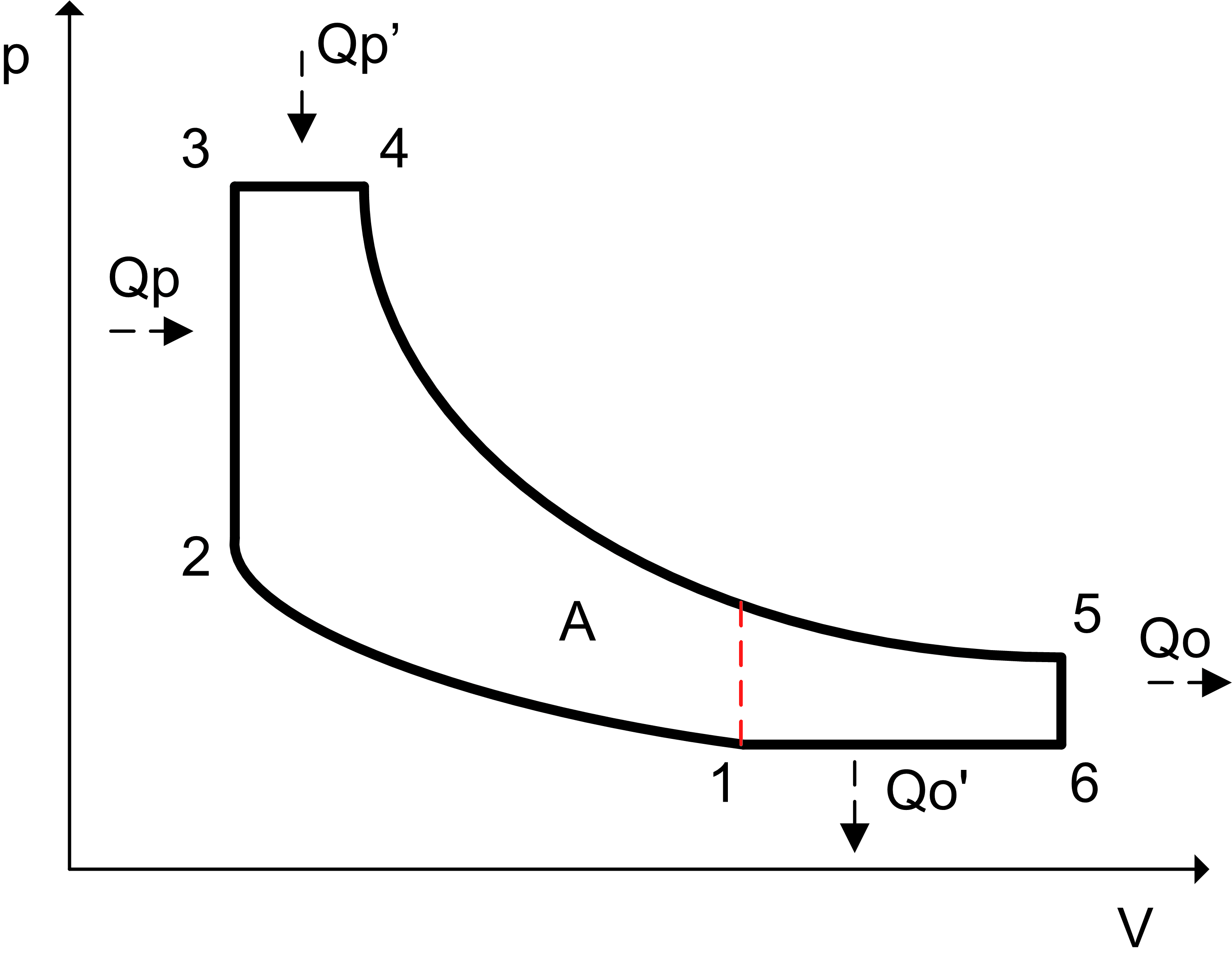
Ciclo termodinámico de un motor Atkinson.

Máquina de ciclo rotativo Atkinson.

El motor de ciclo Atkinson es un tipo de motor de combustión interna, inventado por James Atkinson en 1882. El ciclo Atkinson se diseñó para ofrecer mayor eficiencia a expensas de la potencia y se está empezando a utilizar en las aplicaciones híbridas modernas.

## Ciclo Atkinson
Este tipo de máquina retiene una fase de potencia por revolución, junto con los diferentes volúmenes de compresión y de expansión, del ciclo original Atkinson. Los gases de escape se expelen de la máquina por aire comprimido. Esta modificación del ciclo Atkinson permite el uso alternativo de combustible tipo diésel e hidrógeno.

## Funcionamiento
En un motor de combustión interna alternativo MCIA convencional, las válvulas de admisión, que llevan la mezcla de aire y combustible, se cierran cuando el pistón comienza la compresión. En el ciclo Atkinson se retrasa el cierre de las válvulas de admisión, volviendo así parte de la mezcla al conducto de admisión. Con este procedimiento se consigue un considerable ahorro de combustible, una menor temperatura y presión en el cilindro, restando vibraciones al motor y aumentando la eficiencia global del ciclo teórico de Otto.

## Diseño
El motor de ciclo Atkinson original, está basado en el de ciclo Otto.
La relación de expansión difiere del de compresión, eso provoca que pueda alcanzar mayor eficiencia que un motor de ciclo Otto.
Mientras que el motor que diseñó Atkinson no es más que una anécdota histórica, el ciclo Atkinson está siendo implantado en nuevos motores gracias a que ofrece una importante reducción del consumo de combustible con respecto al ciclo Otto. La desventaja de un motor con ciclo Atkinson sobre el tradicional de ciclo Otto es que ofrece menos potencia.
Actualmente existen varios modelos de coches que montan un motor de ciclo Atkinson, la mayoría de ellos en combinación con motores eléctricos, dando lugar a los llamados coches híbridos. Entre estos vehículos destacan 
- el Toyota Prius y
- el Auris HSD (las siglas de Hybrid Synergy Drive),
- la nueva Toyota Rav 4 Hybrid 2019,
- el Toyota Yaris Cross
- el Ford Escape,
- el Ford Fusion Hybrid,
- el Lexus RX 450h,
- el Lexus NX 300h,
- el Hyundai Sonata Hybrid,
- el Chevrolet Volt II de 2016,[5]
- el Kia Niro 2017,[6]
- el Hyundai Ioniq 2017,[7]
- el Ford Mondeo HEV,[8]
- el Mitsubishi Outlander PHEV.[9] 
Un modelo que equipa un motor de ciclo Atkinson sin hibridación eléctrica es el Honda Jazz.[10] y
- el Honda Civic e:HEV